# Wilmont (Minnesota)
Pour les articles homonymes, voir Wilmont.
Wilmont est une ville américaine située dans le Comté de Nobles, dans le Minnesota. Selon le recensement de 2010, sa population est de 339 habitants.